# Pycreus fugax
Pycreus fugax är en halvgräsart som först beskrevs av Frederik Michael Liebmann, och fick sitt nu gällande namn av Charles Dennis Adams. Pycreus fugax ingår i släktet Pycreus och familjen halvgräs. Inga underarter finns listade i Catalogue of Life.